# Алтер
Алтер (на нидерландски: Aalter) е селище в Северна Белгия, окръг Гент на провинция Източна Фландрия. Населението му е около 18 800 души (2006).